# Robert W. Norton
Robert Warren Norton (* 6. Juni 1923 in Ramsey, Minnesota; † 8. März 2015 in Scarborough, Maine) war ein US-amerikanischer Soldat und Politiker, der von 1985 bis 1987 Maine State Auditor war.

## Leben
Robert W. Norton wurde als Sohn von Henry L. Norton und Gladys L. Fuller in Ramsey, Minnesota geboren. Er wuchs in Augusta, Maine auf und besuchte die Cony High School. Er machte seinen Abschluss auf der Metropolitan High School in Los Angeles, Kalifornien und studierte am Gates Business College in Augusta, Maine.
Norton diente in der United States Army und wurde aus dem Dienst ehrenhaft entlassen. Danach war er Stellvertretender Kommandeur der Amerikanische Legion und Kommandeur der Disabled American Veterans. Zudem diente er als militärischer Aide-de-camp im Rang eines Colonels für Gouverneur John H. Reed. Er arbeitete 30 Jahre für den Internal Revenue Service.
Als Mitglied der Demokratischen Partei war er von 1980 bis 1984 Angehöriger des Repräsentantenhauses von Maine und von 1985 bis 1987 Maine State Auditor.
Robert W. Norton heiratete im Jahr 1946 Doris B. Payson. Sie hatten zwei Kinder. Er starb am 8. März 2015. Sein Grab befindet sich auf dem Maine Veterans Memorial Cemetery in Augusta.